# طلال حواط
طلال أكرم حواط (مواليد 20 كانون الثاني 1969) هو سياسي ومهندس كهربائي لبناني، شغل منصب وزير الاتصالات في حكومة حسان دياب في كانون الثاني 2020 وفي 10 أغسطس 2020، استقالت الحكومة، وتولى تصريف الأعمال لحين تشكيل حكومة نجيب ميقاتي الثالثة في 10 سبتمبر 2021.

## النشأة والدراسة
ولد طلال حواط في الميناء بطرابلس، وفيها نشأ وترعرع. أنهى دراسته الثانوية في الثانوية الوطنية الأرثوذكسية (مدرسة مار الياس) في 1987، وحصل في 1995 على بكالوريوس في الهندسة الكهربائية وعلوم الإلكترونيات ثم الماجيستير في 1998 من جامعة سان هوسيه. حواط متزوج من شيرين عصافيري ولديه ثلاثة أبناء.

## الحياة العملية
بدأ طلال حواط في 1999 العمل مع شركة سيسكو سيستمز الأمريكية، وعلى مدار 19 سنة شغل عدّة مواقع عملية وإداريّة، وشارك في تصميم شبكات خاصة لعدّة شركات في مجالات الإنترنت والخليوي والمصارف. في 2018، عيّن كنائب للرئيس الإقليمي لمنطقة الشرق الأوسط وشمال افريقيا. وقد تولّى وزارة الاتصالات خلفًا للوزير محمد شقير.

## وزارة الاتصالات
اُختير طلال حواط وزيرًا للاتصالات في الحكومة اللبنانية السادسة والسبعون، بترشيح من رئيس الحكومة حسّان دياب. وشغل المنصب بين 21 كانون الثاني 2020، حتى استقالت الحكومة في 10 آب. وتولّى تصريف الأعمال حتى تشكيل حكومة نجيب ميقاتي الثالثة.